# Billie Fleming
Lilian Irene „Billie“ Fleming, geb. Bartram, gesch. Dovey, (* 13. April 1914 in Camden Town; † 12. Mai 2014 in Bideford, Devon) war eine britische Radsportlerin. 1938 stellte sie einen Jahres-Ausdauerweltrekord der Frauen über 47.642,5 Kilometer (=  29.603,7 Meilen) auf, der erst 2016 von Amanda Coker gebrochen wurde.

## Persönlicher Werdegang
Billie Fleming wurde als Lilian Irene Bartram geboren, ihr Vater war Werkzeugmacher. Mit 16 verließ sie die Schule und arbeitete als Sekretärin. Während des Zweiten Weltkriegs war sie in der Einkaufsabteilung eines Flugzeugunternehmens tätig.
In erster Ehe war Fleming mit Freddie Dovey verheiratet, die Ehe, aus der ein Sohn hervorging, wurde nach dem Krieg geschieden. 1953 heiratete sie den Radsportler George Fleming, der unter anderem 1947 das Radrennen Paris–London gewonnen hatte und etliche Rekorde gefahren war. George Fleming starb 1997, seine Witwe Billie 2015, rund vier Wochen nach ihrem 100. Geburtstag. Bis zuletzt verfolgte sie interessiert die Radsportberichterstattung in den Medien.

## Der Meilenrekord
Im Alter von 18 Jahren begann Billie Bartram mit dem Radsport und bekam die Idee, im Sinne der Ideen der Women’s League of Health and Beauty eine einjährige Fahrradtour durch Großbritannien zu absolvieren, um die gesundheitlichen Vorteile des Radsports zu propagieren. Dafür gab sie ihren Job auf und schrieb Unternehmen um finanzielle Unterstützung an. Schließlich wurde sie, inzwischen verheiratete Dovey, bei ihrer Fahrt im Jahre 1938 von der Fahrradfirma Rudge-Whitworth und dem Schokoladenfabrikanten Cadbury gesponsert. Sie fuhr die Tour auf sich allein gestellt, mit kleinem Gepäck; mit Proviant versorgte sie sich unterwegs.
Dovey begann ihre Fahrt am 1. Januar 1938 in Mill Hill in London. Täglich fuhr sie im Durchschnitt umgerechnet 130 Kilometer, an schönen Tagen im Sommer jedoch bis zu 315 Kilometer an einem Tag. Die Entfernungen, die sie zurücklegte, wurde von einem „Cyclometer“ an ihrem Rad aufgezeichnet. Von Zeugen ließ sie sich auf Kontrollkarten ihre jeweilige Position bestätigen und sandte diese an die Redaktion der Zeitschrift Cycling. Im ganzen Jahr hatte sie nach eigenen Angaben eine einzige Reifenpanne. Teil ihrer Tour waren Vorträge am Abend. Sie erregte große Aufmerksamkeit in der Öffentlichkeit, auch international, und die Presse nannte sie das Rudge Whitworth Keep Fit Girl. Ende Dezember 1938 war sie insgesamt 47.642,5 Kilometer (= 29.603,7 Meilen) gefahren. Den Abschluss ihrer Tour bildete ein Empfang in den Royal Horticultural Halls in London.
Anschließend hatte Billie Dovey den Plan, mit dem Fahrrad durch die Vereinigten Staaten zu fahren, was aber durch den Ausbruch des Zweiten Weltkriegs verhindert wurde. 1940 brach sie drei Rekorde – über 25, 50 und 100 Meilen – auf dem Dreirad. Daraufhin stellte sie den Antrag in die Tricycle Association aufgenommen zu werden, was jedoch von dem reinen Männerverband abgelehnt wurde.
1957 unternahmen Billie und George Fleming eine Radtour über die Pyrenäen, vom Atlantik zum Mittelmeer.

## Rekordversuch in Australien
1942 versuchte die australische Radsportlerin Pat Hawkins Billie Fleming nachzueifern und stellte einen vermeintlich neuen Rekord über rund 87.553 Kilometer auf. Nach einer Prüfung ihrer Logbücher durch den australischen Radsportverband wurde dieser Rekord jedoch nicht anerkannt.